# Rue Raffaëlli
La rue Raffaëlli est une voie du 16e arrondissement de Paris, en France.

## Situation et accès

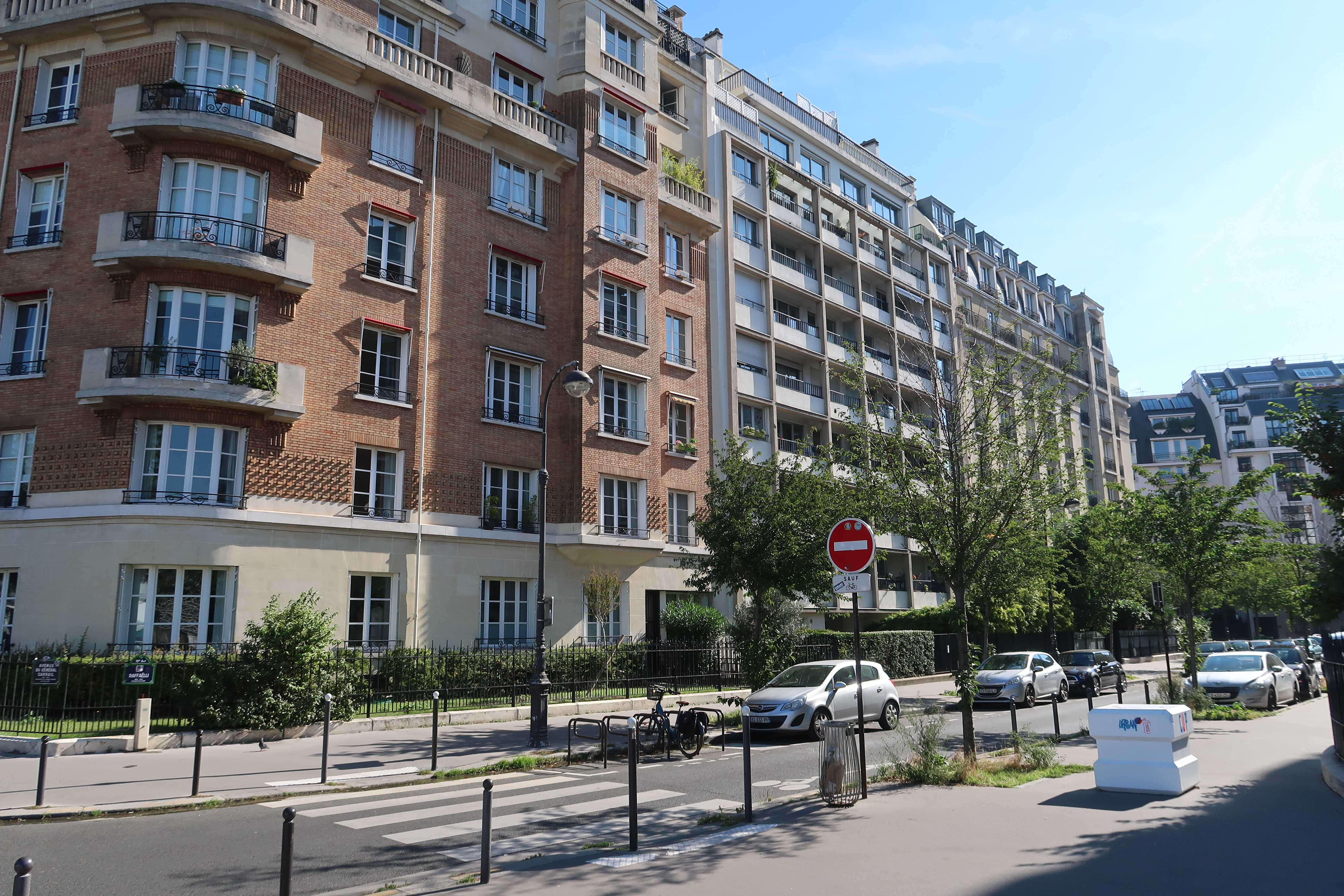
Autre vue.

La rue Raffaëlli est une voie publique située dans le 16e arrondissement de Paris. Elle débute au 52, boulevard Murat et se termine au 35, avenue du Général-Sarrail.

## Origine du nom
Elle porte le nom du peintre Jean-François Raffaëlli (1850-1924).

## Historique
Cette voie est ouverte en 1930 par la Ville de Paris sur l'emplacement du bastion no 64 de l'enceinte de Thiers.
Elle prend sa dénomination actuelle par un arrêté du 12 décembre 1929 et est classée dans la voirie parisienne par un arrêté du 11 octobre 1932.